# Jerônimo de Cárdia
Jerônimo de Cárdia foi um historiador grego.
Segundo Pausânias, Jerônimo era parcial, e contrário a todos os reis exceto Antígono, por quem ele era muito favorável. Jerônimo relatou que Lisímaco, quando ocupou o Epiro, durante a ausência de Pirro, destruiu os túmulos reais e espalhou os ossos dos mortos; mas Pausânias não acredita nisso, e o motivo é que os epirotas eram ancestrais de Alexandre e, mais tarde, Lisímaco e Pirro se aliaram, mostrando que não eram inimigos irreconciliáveis. Ainda segundo Pausânias, o motivo da raiva de Jerônimo contra Lisímaco foi que ele destruiu a cidade dos cárdios, fundando Lisimáquia em seu lugar, no Quersoneso da Trácia.